# Paracis indivisa
Paracis indivisa är en korallart som beskrevs av Kükenthal 1924. Paracis indivisa ingår i släktet Paracis och familjen Plexauridae. Inga underarter finns listade i Catalogue of Life.